# Dortmund
Dortmund [ˈdɔɐ̯tmʊnt] är en kretsfri stad i östra Ruhrområdet i Tyskland. Med cirka 595 000 invånare är det den tredje största staden i förbundslandet Nordrhein-Westfalen och Tysklands åttonde största stad. Dortmund ligger vid Dortmund-Ems-kanalen och är ett viktigt transport- och industricenter med Europas största kanalhamn.

## Historia

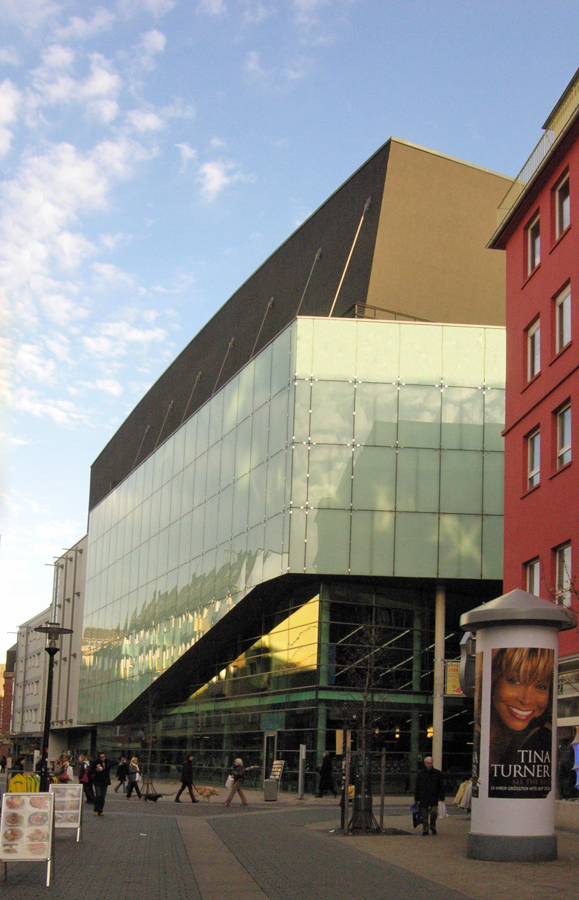
Konserthuset i Dortmund

Dortmund (äldre namn Throtmani) nämns för första gången 880 som en handelsplats vid den gamla handelsvägen Hellweg. Staden fick marknadsrätt 990 och bryggerirätt 1293. Den var en fri riksstad mellan 1232 och 1803, och medlem av Hansan från 1298. Den kom att bli en viktig medlem i förbundet, och på 1300-talet var staden så rik att engelska kungar flera gånger lär ha tagit pantlån hos storköpmän i Dortmund. Staden avtog i betydelse från trettioåriga kriget, och 1803 var invånarantalet nere i cirka 4 000. 1803 kom staden till Nassau-Oranien, 1808 förenades det med storhertigdömet Berg och tillföll 1815 Preussen. Utvecklingen av kol- och järnmalmsbrytning från mitten av 1800-talet och byggandet av Dortmund-Ems-kanalen, som stod färdig 1899, gav staden en mäktig tillväxt.
Dortmund råkade ut för omfattande förödelse under andra världskriget, men flera kyrkor och andra historiska byggnader är återuppbyggda i ursprunglig stil.
Under stora delar av 1900-talet dominerades staden av stål- och gruvkoncernen Hoesch. Gruvdriften avtog starkt på 1980-talet, och järn- och stålindustrin har därmed också gått tillbaka.

## Näringsliv
Staden har i dag fortfarande en betydande järn- och maskinindustri. Här har också tidigare varit en omfattande kolbrytning, men i dag finns ingen aktiv gruva.
Dortmund är också känt som ölstaden för sina många storbryggerier som Kronen, DAB, Brinkhoff's och Union. Idag finns bara ett av dem kvar[källa behövs]: DAB-bryggeriet, som brygger tre klassiska märken. Härifrån stammar öltypen Dortmunder.
Staden har också stor grossistverksamhet, bland annat av frukt och grönsaker.

## Stadsdelar
Dortmund har tolv stadsdelar: Innenstadt-West, Innenstadt-Nord, Innenstadt-Ost, Eving, Scharnhorst, Brackel, Aplerbeck, Hörde, Hombruch, Lütgendortmund, Huckarde och Mengede.

## Sevärdheter

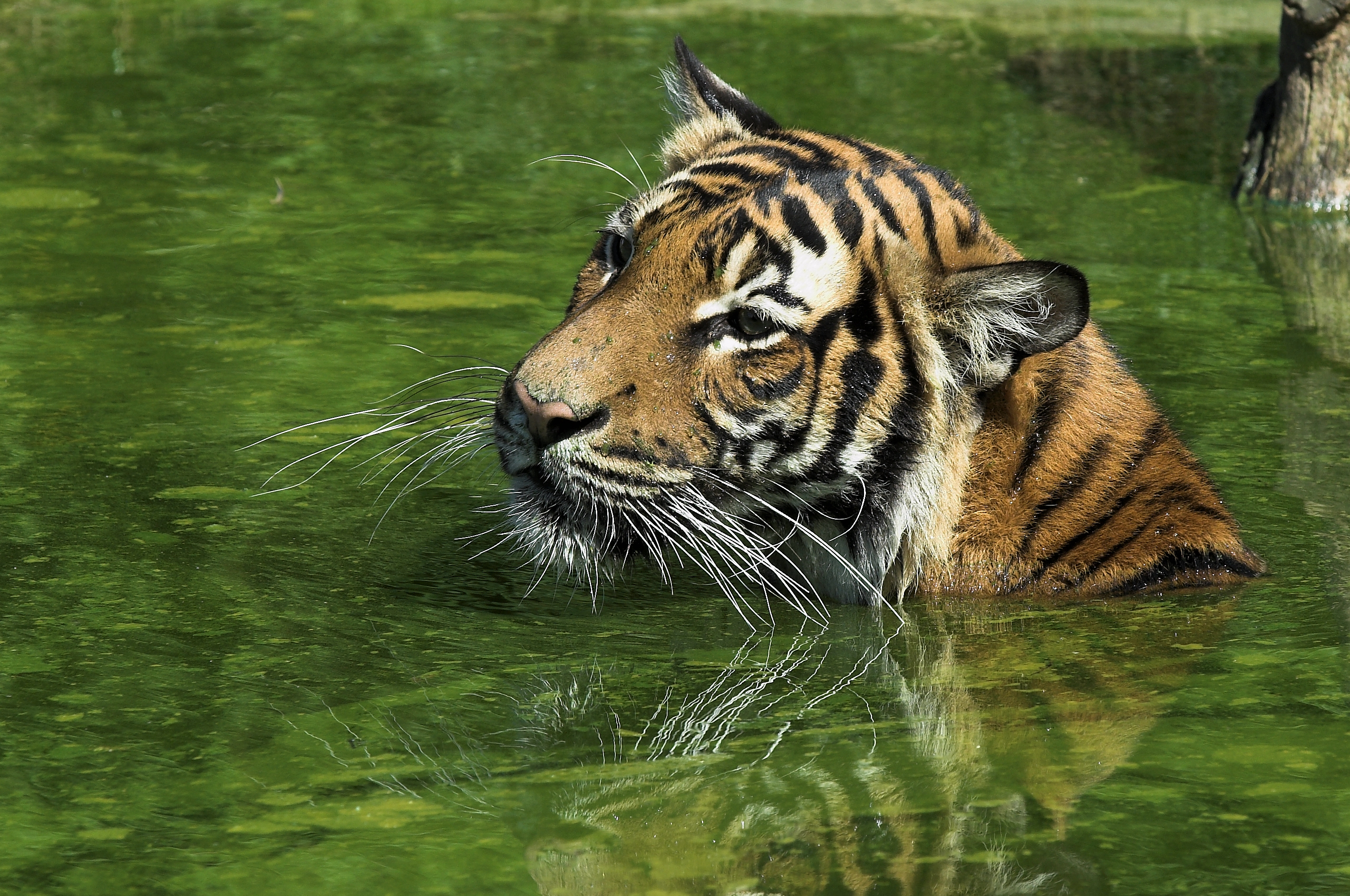
En tiger i Zoo Dortmund

Några av de viktiga minnesmärkena i staden har återuppbyggts efter andra världskriget, bland annat Reinoldikirche och Marienkirche, båda från 2000-talet. Nya monumentalbyggnader har tillkommit, till exempel utsiktstornet Florianturm 1959 (med världens första roterande restaurang), teatern (Opernhaus, 1958) och Westfalenhalle (1952), som är en av de största anläggningarna i sitt slag i Europa för kongresser, utställningar och sportevenemang.
I staden finns också konst- och kulturmuseum, bryggerimuseum samt botanisk trädgård och djurpark. Stora parkanläggningar, bland annat Westfalenpark med trädgårds- och blomsterutställningar. I omgivningarna finns flera slott, bland annat Haus Bodelschwingh och Haus Rodenberg.

## Sport
Ett berömt inslag på sportfronten är stadens framgångsrika fotbollsklubb Borussia Dortmund, som vunnit sammanlagt åtta tyska mästerskap, Cupvinnarcupen en gång och UEFA Champions League en gång.
Signal Iduna Park, som tidigare hette Westfalenstadion, var en av spelarenorna vid VM i fotboll 1974 och VM i fotboll 2006, som spelades i Tyskland (1974 som Västtyskland).
I Dortmund ligger också Tyska fotbollsförbundets fotbollsmuseum.